# 展萼虎耳草
展萼虎耳草（学名：Saxifraga substrigosa var. gemmifera）为虎耳草科虎耳草属下的一个变种。

## 扩展阅读
- 維基物種上的相關：展萼虎耳草